# Ecnomus barnardi
Ecnomus barnardi är en nattsländeart som beskrevs av Douglas E. Kimmins 1957. Ecnomus barnardi ingår i släktet Ecnomus och familjen trattnattsländor. Inga underarter finns listade i Catalogue of Life.